# Schloss Zeilhofen

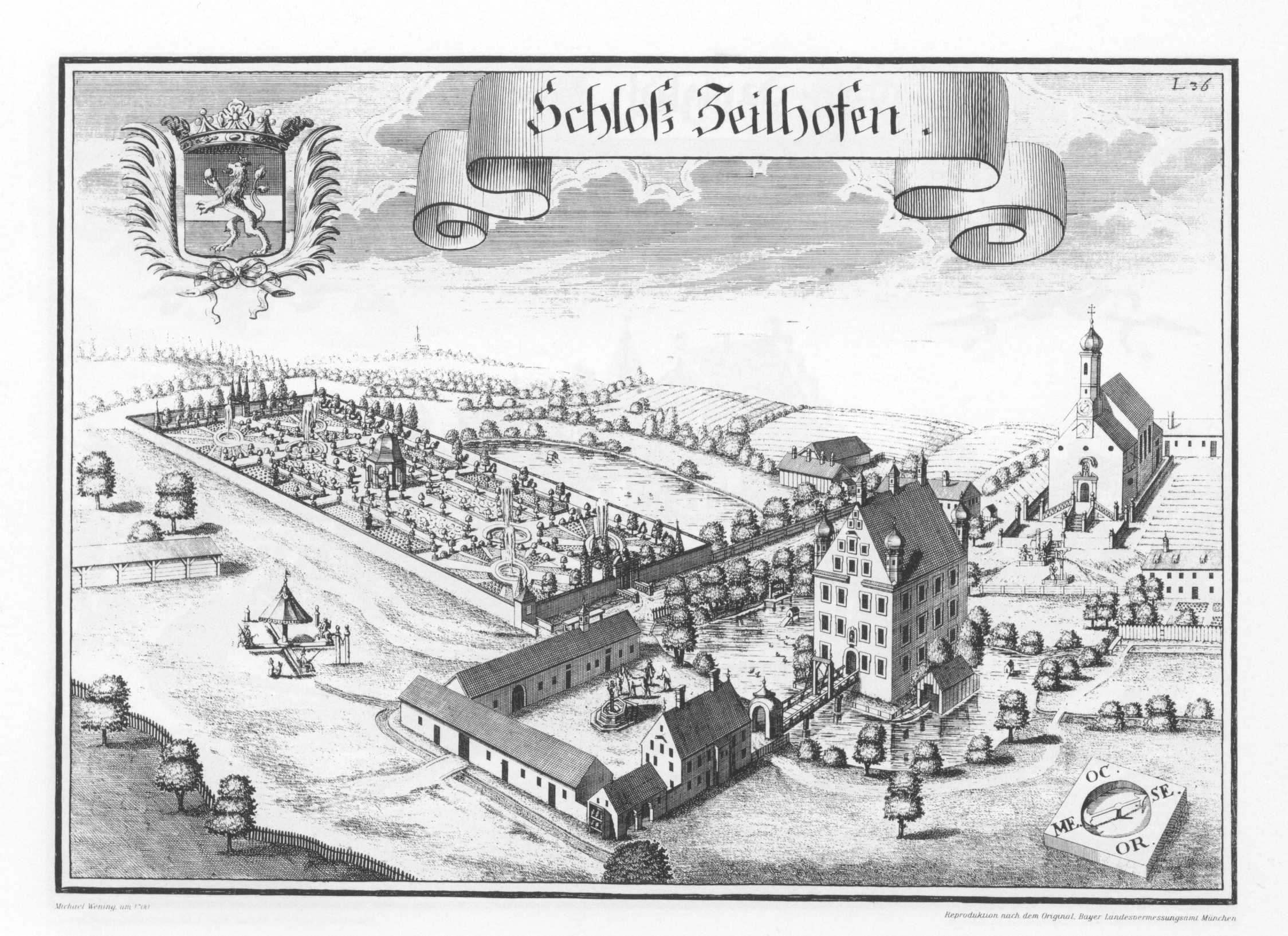
Michael Wening: Schloss Zeilhofen

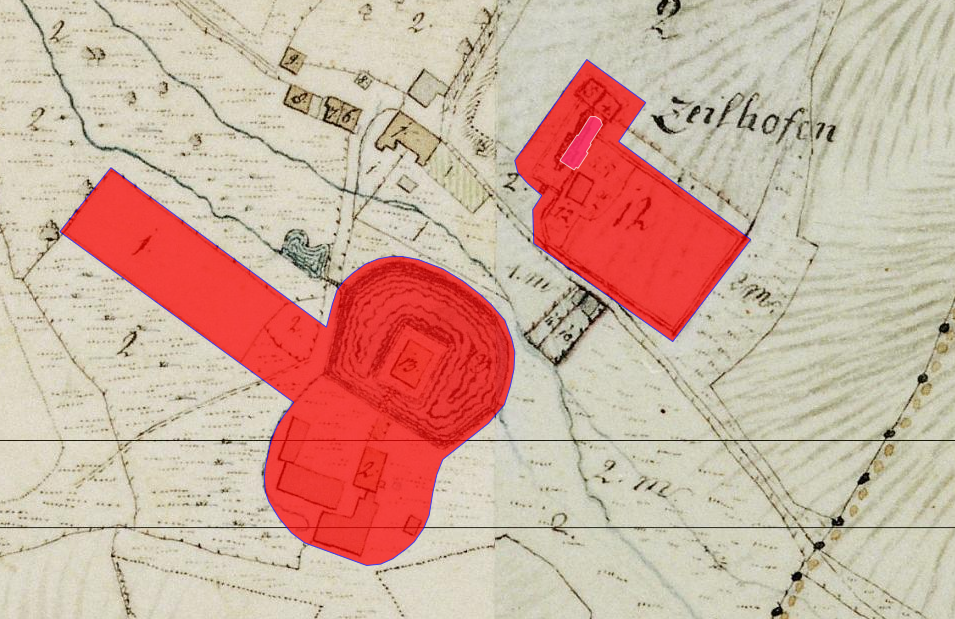
Lageplan von Schloss Zeilhofen auf dem Urkataster von Bayern

Schloss Zeilhofen ist ein ehemaliges Schloss südlich des Seebaches im Ortsteil Zeilhofen der Gemeinde Dorfen im Landkreis Erding in Oberbayern. Das Schloss lag 140 m südöstlich von der Filialkirche St. Antonius von Padua von Zeilhofen. Die Anlage wird als Bodendenkmal unter der Aktennummer D-1-7738-0170 im Bayernatlas als „Niederungsburgstall des späten Mittelalters und der frühen Neuzeit („Schloss Zeilhofen“) mit zugehörigem Wirtschaftshof und abgegangener barocker Gartenanlage“ geführt.

## Geschichte
Eine erste urkundliche Erwähnung des Ortes Zeilhofen findet sich im Jahr 1370. Ein Peter Zeilhofer war von 1363 bis 1375 Landrichter in Dorfen. 1420 erbaute sein Sohn Peter Zeilhofer das erste Schloss in Zeilhofen. 1625 errichtete sein Nachfahre Tobias von Zeilhofen einen prächtigen Schlossneubau.

Der ehemalige Standort des Schlosses heute (2022), gut zu erkennen ist der Erdhügel der innerhalb des Schlossgrabens lag.

Nach dessen Tod ging der Sitz durch verschiedene Hände, so auch an das Kloster Seeligenthal. Zeilhofen war ab 1664 der Wohnsitz des reichen südtirolerischen Kaufmanns Georg Gugler. Am 11. September 1716 wurde das zur Hofmark erhobene Zeilhofen von Franz Xaver Gugler an den Freisinger Fürstbischof Johann Franz Eckher von Kapfing und Liechteneck verkauft, ging also an das Hochstift Freising.
Im selben Jahr wurde Johann Endtgrueber, dem Meßner und Schlossgärtner der Guglerischen Hofmark ein Hexenprozess gemacht. Am 12. Oktober 1716 wurde er vom Pfleggericht Erding dazu verurteilt, an einer Säule erdrosselt, und dann zu Staub und Asche verbrannt zu werden.
Johann Franz Eckher von Kapfing und Liechteneck errichtete 1716 auch ein Franziskanerkloster südöstlich neben der Kirche, das 1802 im Zuge der Säkularisation aufgehoben und zusammen mit dem Schloss abgerissen wurde. 1818 wurde die Hofmark aufgehoben und mit Nachbargebieten zur Gemeinde Zeilhofen zusammengefasst.